# Triplophysa gejiuensis
Triplophysa gejiuensis és una espècie de peix de la família dels balitòrids i de l'ordre dels cipriniformes.

## Morfologia
- Cos nu i sense pigments.
- Els mascles poden assolir els 5,2 cm de longitud total.
- Ulls vestigials.
- 3 parells de barbetes sensorials.[6][7]

## Hàbitat i distribució geogràfica
És un pèix d'aigua dolça, bentopelàgic i de clima subtropical (25°N-21°N), el qual es troba a la Xina (Yunnan).